# Károly Güttler
Károly Güttler (Boedapest, 15 juni 1968) is een voormalig zwemmer uit Hongarije, gespecialiseerd op de schoolslag, die namens zijn vaderland viermaal deelnam aan de Olympische Spelen: Seoel (1988), Barcelona (1992), Atlanta (1996) en Sydney (2000). Bij de Europese kampioenschappen langebaan (50 meter) in Sheffield (1993) scherpte Güttler het wereldrecord op de 100 meter schoolslag aan tot 1.00,95. Dat was tot dat moment met 1.01,29 in handen van zijn landgenoot Norbert Rózsa.